# 딘 해글런드

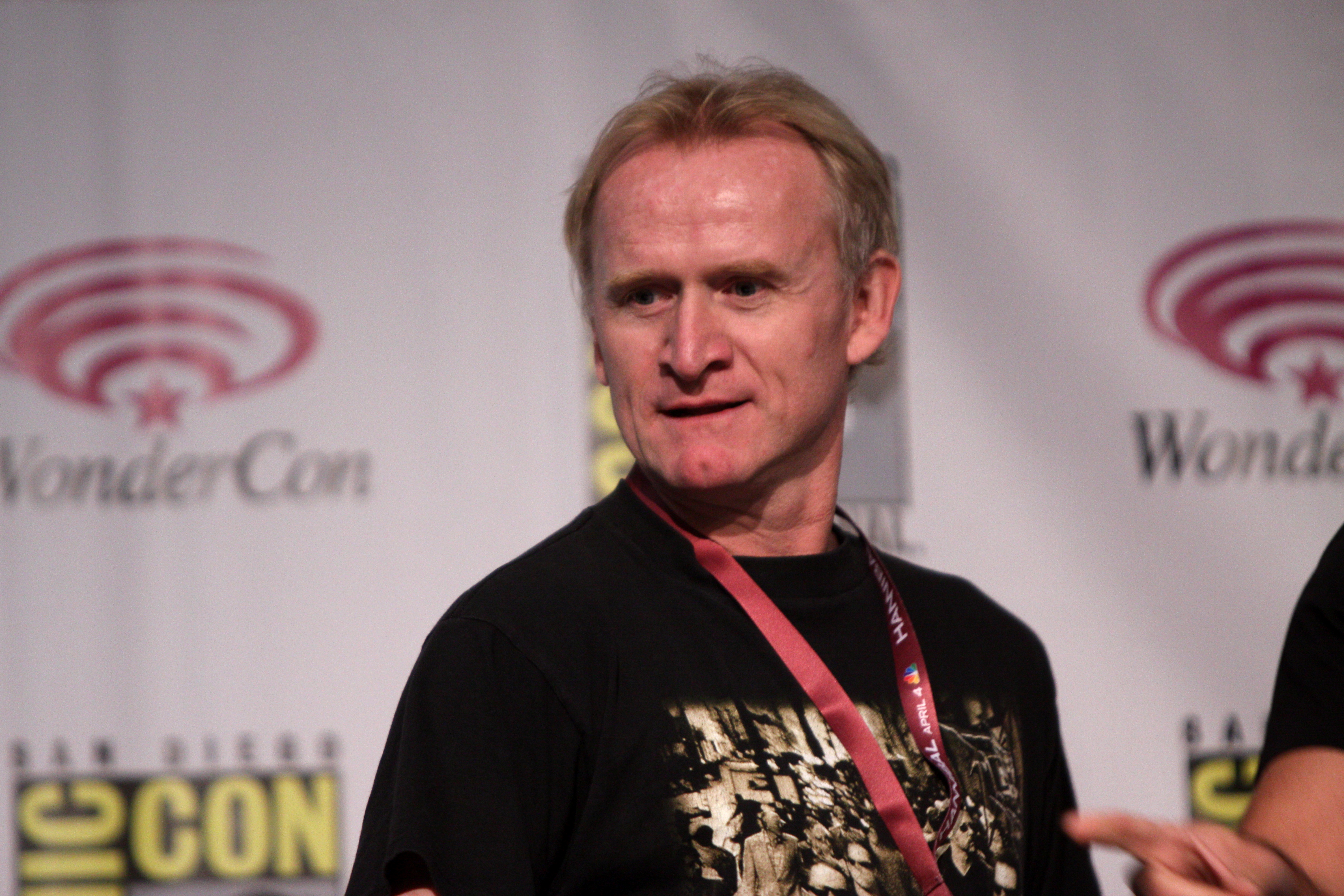

딘 해글런드(Dean Haglund, 1965년 7월 29일 ~ )는 캐나다의 배우, 영화배우, 텔레비전 배우이다.

## 영화
- 더 보이 스카우트 (2002년)
- X 파일 - 미래와의 전쟁 (1998년)